# سوما بای
سوماً بای (به عربی: سوماً بای) یک منطقهٔ مسکونی در مصر است که در استان بحرالاحمر واقع شده‌است.